# NGC 5011B
NGC 5011B is een lensvormig sterrenstelsel in het sterrenbeeld Centaur. Het hemelobject werd op 3 juni 1834 ontdekt door de Engelse astronoom John Herschel.

## Synoniemen
- NGC 5011B
- ESO 269-67
- DCL 530
- PGC 45918